# 海鸥号鱼雷艇
海鸥号（德語：Möwe）是德国国家海军暨战争海军于1920年代中期建造的六艘猛禽级（亦称1923级）鱼雷艇的首艇，得名于海鸥。它于1925年3月2日开始在威廉港国家海军造船厂铺设龙骨，1926年3月24日下水，至同年10月1日交付使用，成为一战后首艘新建的德国鱼雷艇。该艇曾在1930年代末的西班牙内战期间多次执行不干预巡逻任务。二战爆发后，海鸥号又在1940年袭击挪威首都奥斯陆的行动中发挥了次要作用。它于同年5月遭一艘英国潜艇以鱼雷击中并严重受损，直到1942年才重新投运，进而被转移到德占法国。之后，该艇主要协助突围舰、破交舰以及U艇穿越比斯开湾。它还在1944年6月的诺曼底战役期间布设了多处雷区并袭击盟军舰艇。当月，海鸥号遭英国轰炸机击沉。

## 设计及装备
作为同级首艇，海鸥号的尺寸较其后续姊妹艇略小，水线长和全长分别为84.7米和87米，因为它配备了圆形的巡洋舰型艉，而不是其姊妹艇扁平的肋板方艉。它有8.25米的舷宽以及平均3.65米吃水深度；设计排水量为811吨，满载时则可达1,232吨。海鸥号由两台布洛姆-福斯齿轮传动蒸汽轮机提供动力，各负责驱动一副直径为2.5米的三叶螺旋桨。过热蒸汽则由三台燃油水管锅炉供应，这使得它在23,000匹軸馬力（17,000千瓦特）额定功率下的设计航速为33節（61每小時）。该艇最多可贮存321吨燃料油，理论上能够以20節（37每小時）的速度的巡航2,000海里（3,700）。但实践证明，19節（35每小時）速度下的有效航程仅为1,800海里（3,300）。艇只的标准船员编制为4名军官和116名水兵。
竣工时，1923级艇装备有三门150毫米45倍径艇用高射炮作为主炮，一门位于艇艏前部，两门位于艇艉后部；其中艇艉的两门以背负式布局安装在开放式炮架上，另一门则受到炮挡保护。它们还在两座水面三联装挂架上安装有六具500毫米鱼雷发射管，并可携带多达30枚水雷。1931年后，这些鱼雷发射管被533毫米管取代，并增加了一对20毫米30式高射炮。至战争期间，又在2号炮的前方加装了一座四联装20毫米炮；另在艇艉烟囱周围安装有三门以及在舰桥翼台安装有两门单装20毫米炮。1944年前后，则安装了一台FuMB-4“萨摩斯”型雷达探测器。

## 建造及服役
海鸥号的建造资金于1924财政年度获批，自1925年3月2日起在威廉港的国家海军造船厂铺设龙骨，建造序列为102。它于1926年3月24日下水，至同年10月1日交付使用。该艇最初被编入第4鱼雷艇半区舰队（4. Torpedoboots-Halbflottille），以取代行将退役、在一战前建造的老旧大鱼雷艇T-157号。海试一直持续到1927年9月，并发现了稳定性问题。为了消除隐患，海鸥号不得不于1928年5月15日停运，并返回造船厂接受必要的改装，其在第4半区舰队的位置则由姊妹艇信天翁号接替。

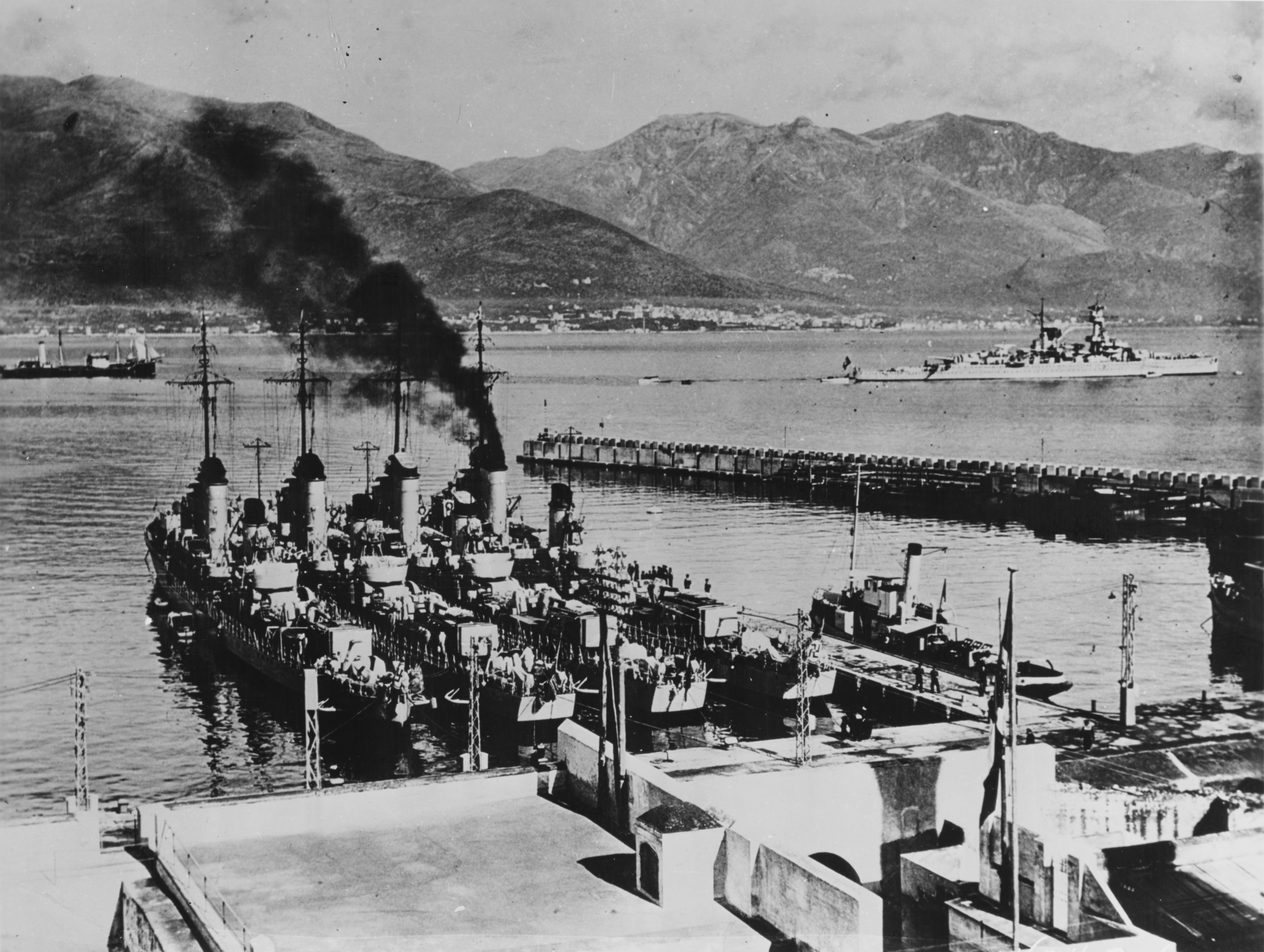
1938年，四艘1923级艇停靠在意大利那不勒斯。海鸥号（最左）可以通过其圆形舰艉来识别

完成改装后，海鸥号于1928年10月1日重新加入第4半区舰队，并参与了该部队于1929年4月至5月前往西班牙水域的海外巡航。但在离开威廉港时，它不慎与信天翁号相撞。经过必要的维修，两艇于四天后重新加入半区舰队。在这次旅途中，海鸥号分别到访了阿劳萨湾和拉科鲁尼亚。该艇于1929年8月22日再度停运，其船员被转移到姊妹艇海雕号。自1930年8月30日起，海鸥号顶替狼号重新投运，并临时担任区舰队领舰职责。它跟随半区舰队于1931年夏天出访利鲍，并参加了前往挪威的舰队巡航。1932年7月，侦察部队总司令、海军少校康拉德·阿尔布雷希特搭乘轻巡洋舰柯尼斯堡号，率领第4半区舰队出访斯德哥尔摩。作为训练巡航的一部分，它们于1933年重返挪威港口，1934年又接连到访挪威和瑞典诸港。1935年10月1日，第4半区舰队在威廉港改制为第4鱼雷艇区舰队（4. Torpedoboots-Flottille），阵中成员除海鸥号之外，还包括其姊妹艇狮鹫号、神鹫号和隼号。
在1936年到1939年的西班牙内战期间，海鸥号曾三度被部署至西班牙沿岸执行不干预巡逻。第一次任务是1936年8月11日至9月15日与神鹫号共同执行，而第2区舰队的四艘鱼雷艇（海雕号、信天翁号、猞猁号、豹号）则与轻巡洋舰科隆号、装甲舰德国号和舍尔将军号一起紧随其后离港前往西班牙北部海岸，分别停靠交战双方的港口，将德国和其他难民被疏散到法国。这些军舰不仅接收难民，还为德国政府租用来撤离德国人的许多商船提供保护。海鸥号的第二次西班牙部署是与第4区舰队余部以及轻巡洋舰纽伦堡号一同在西班牙东南部沿岸的地中海区域实施观察。1937年10月，海鸥号再度跟随第4区舰队展开第三次部署。在此期间，德国部队在西班牙附近的旗舰主要是德国号。它们在德国入侵奥地利的前一天（3月12日）被召回，因为当局担心西方列强会扣押这些舰艇作为谈判的筹码。1938年11月1日，海鸥号与信天翁号和狮鹫号一起换编至新成立的第5鱼雷艇区舰队。

### 第二次世界大战

4月8日至9日夜间的奥斯陆峡湾作战地图，显示了德国人在不同时间的进展及移动

与其它同级艇一样，海鸥号在战争爆发之初的主要工作是为布雷舰在北海布设防御性雷区提供支援。在1940年4月“威悉演习行动”的挪威战役中，该艇被编入海军少将奧斯卡·庫梅茲（旗舰为重巡洋舰布吕歇尔号）麾下的第五集群，任务是在4月9日攻占奥斯陆。海鸥号接载了114名入侵部队士兵，是布吕歇尔号穿越卡特加特海峡进入奥斯陆峡湾的护航舰艇之一。在德勒巴克湾海战期间，该艇身处向湾区推进的德军编队后方。当挪威的岸防工事在布吕歇尔号试图通过奥斯卡堡要塞时将其击溃后，海鸥号奉命在索恩卸下部队。大约17:30，它与姊妹艇神鹫号支援占领了德勒巴克附近的科帕斯和胡斯维克炮台。一个多小时后，海鸥号打着休战旗接近主要塞，其艇长赫尔穆特·诺伊斯上尉要求对方投降；要塞指挥官比尔格·埃里克森上校则拖延谈判，直到派出更高阶的军官。翌日，该艇护送装甲舰吕措号穿越奥斯陆峡湾，直到收到其姊妹艇信天翁号搁浅并被毁的消息。海鸥号受命在奥斯陆湾的边缘地带接替信天翁号。吕措号只得在没有任何护航的情况下继续驶向德国，于当天晚些时候在丹麦海岸外遭一艘英国潜艇以鱼雷击沉。海鸥号和神鹫号等舰艇于次日早晨抵达提供救援。
1940年4月18日，海鸥号与姊妹艇狮鹫号和海雕号护送布雷舰汉萨之城但泽号和皇帝号在瑞典主祷文灯塔对开的卡特加特海峡布设了两处反潜雷区；傍晚时分，布雷舰罗兰号、眼镜蛇号、普鲁士号和路易丝王后号在这些鱼雷艇的保护下又布下四处雷区。4月29日至30日，海鸥再度参与布雷作业：罗兰号、眼镜蛇号、皇帝号和普鲁士号在斯卡格拉克海峡的大渔人浅滩以北再布下一处雷区。除海鸥外，鱼雷艇豹号、狼号、神鹫号以及驱逐舰Z-4“理夏德·拜岑”号和Z-8“布鲁诺·海涅曼”号也加入其中。惟在驶至指定位置途中，在途中，豹号被普鲁士号意外撞沉。次月，当海鸥号于5月8日护送满载军需物资的货船帕利梅号和鹈鹕号从库克斯港向斯塔万格行进时，被英国潜艇大沽号以鱼雷击中。鱼雷炸毁了它的艇艉，使之返航后一直处于维修状态直到10月。在此期间，该艇重建了与姊妹艇相同样式的艇艉。海鸥号直到1942年4月才在柯尼斯堡重新投运，并于同年5月被转移至德占法国。
在1942年9月至10月期间，海鸥号成为从比斯开湾诸港出发前往日本的德国突围舰的护航舰艇之一。但由于各种缺陷，该艇需要返回威廉港接受进一步检修，直到1943年春季才再次全面投运。5月3日至7日，它受布雷舰首长指挥，与鱼雷艇美洲豹号、狮鹫号以及十艘扫雷舰一起，保护布雷舰丽蝇号和东疆号在北海布设了两处雷区。随后，在6月4日至6日的英吉利海峡布雷作业期间，海鸥号又与第5区舰队的成员隼号、狮鹫号、神鹫号和T-22号共同行动。当月晚些时候，第5区舰队重返布雷斯特，协助护送U艇艇通过比斯开湾，并一直持续到8月初。然而，这些旧式鱼雷艇的防空武器较弱，仅部分适合防御来自空中的主要威胁，因此它们越来越多地用于夜间布雷，例如9月3日至9日，海鸥号便跟随第5区舰队的T-19号、T-25号、T-26号、T-27号和狮鹫号，为布雷舰鸠鸽号和灰山鹑号在英吉利海峡的布雷行动提供护航。
1944年3月19日至20日，海鸥号与狮鹫号、T-27号、T-29号以及驱逐舰Z-23号和ZH-1号一起推进到比斯开湾北部，目的是逼退英国对德国海上运输的空中监视。它们在是次行动中并未与敌接触。随后，由海鸥号、狮鹫号、神鹫号、美洲豹号、T-27号与T-29号组成的第4和第5区舰队于3月21日至22日在勒阿弗尔和费康附近布设了两处雷区。3月25日至26日夜间，这些舰艇又埋设了180枚水雷，并在巴夫勒尔附近遭到英国鱼雷快艇的攻击，其中对方的MTB-352号在交火中被击沉。3月28日晚，它们还部署了爆炸装置，使清除此前设置的水雷屏障变得更加困难。4月17日至19日，包括海鸥号在内的五艘第5区舰队鱼雷艇从布雷斯特前往瑟堡，为护航队提供远程掩护。抵达瑟堡后，海鸥号、狮鹫号和神鹫号于4月21日至22日夜间开展了进一步行动，以布设并确保英吉利海峡沿岸的防御性雷区的安全。第二天晚上，它们在巴夫勒尔附近再与英国鱼雷快艇交战，并击沉了MTB-671号。4月28日傍晚，这些舰艇在瑟堡以北布设雷区时遭到英国战斗轰炸机的袭击，并在规避机动时误入英国雷区。只有神鹫号触雷受损，但仍被拖曳回瑟堡。4月30日和5月1日，区舰队余部再完成三处雷区的布设，共计260枚水雷。
三周后，区舰队奉命从瑟堡转移至勒阿弗尔，并于5月23日至24日夜间出发。海鸥号、狮鹫号、隼号、神鹫号和美洲豹号在次日清晨便遭到盟军飞机的的袭击，其中狮鹫号被两枚炸弹击中，导致其前部锅炉舱起火，迫使它迎水前进。由于两个锅炉舱随后都被水淹没，狮鹫号无法操纵，并意外地与隼号相撞。后者只是轻微受损，但狮鹫号的艇艏严重变形，这给受命为其实施拖曳的海鸥号带来了麻烦。到06:00左右，狮鹫号失去了全部动力，于06:32沉没。随后，神鹫号又于07:43触雷，不得不由海鸥号拖曳完成剩余的航程。当盟军于6月6日开始登陆诺曼底时，此时由海鸥号、隼号、美洲豹号和已完成改装的T-29号组成的第5区舰队，在接下来的一周内多次从勒阿弗尔出击，寻求击沉盟军舰艇。尽管耗费了50多枚鱼雷和大量弹药，但它们大多无功而返，仅于6月6日击沉了挪威驱逐舰斯文纳号。6月14日至15日夜间，隶属英国皇家空军轰炸机司令部的兰开斯特轰炸机群向勒阿弗尔港发动空袭，德国海军轻型部队都集中在那里，其中包括位于49°28′N 0°9′E / 49.467°N 0.150°E的海鸥号。炸弹击沉了隼号和美洲豹号，并严重损坏了海鸥号。后者最终于6月16日沉没，但一些武器和设备被打捞出来。